# (23776) Gosset
(23776) Gosset est un astéroïde de la ceinture principale.

## Description
(23776) Gosset est un astéroïde de la ceinture principale. Il fut découvert le 17 août 1998 à Prescott (Arizona) par Paul G. Comba. Il présente une orbite caractérisée par un demi-grand axe de 2,66 UA, une excentricité de 0,05 et une inclinaison de 2,3° par rapport à l'écliptique.

## Compléments